# Francisco Valiente
Francisco Valiente fue un futbolista argentino nacido en Santa Fe. Jugó como delantero, y desarrolló su carrera entre finales de la década 1910 y las décadas de 1920 y 1930. También jugó varias veces con la selección rosarina en el campeonato de interligas así como con la selección santafesina por su estadía como futbolista en Unión.

## Carrera
Hizo las inferiores en el año 1914 a la edad de 15 años en el club Federal que se encontraba cerca de la cancha del Tiro Federal.
Comenzó jugando en la primera de Unión en el año 1915, equipo que disputaba la Liga Regional Santafesina de Football. Se retiró a finales de 1931 jugando para el equipo de intermedia del club, ya que se negaba a ser un jugador profesional y cobrar dinero del club, después de defender los colores rojiblancos durante 16 temporadas. 

Nunca he tenido la más remota esperanza de buscar sean pagas mis pobres condiciones de jugador. De ser así, hace tiempo, cuando tenía por delante y juventud y vigor, cosas ambas indispensables en un jugador, hubiera buscado otro medio donde actuar.

Formó quintetos de ataques con varios jugadores de la historia de Unión como Albino García, Elías Pieretti, Julio Mir, Blas Saruppo, Antonio Simonsini, Domingo Beltramini, Federico Wilde, estos 4 últimos jugadores internacionales. Fue campeón varias veces con el club en los años 1915, 1917, 1919, 1920, 1921, 1922, 1924, 1925 y 1926. 
Jugó partidos importantes de la historia del club, los dos partidos contra el combinado paraguayo, fue parte del viaje que hizo el club a Uruguay en 1923 para jugar contra Club Atlético Peñarol, en 1924 contra Montevideo Wanderers y Central Español de Uruguay, el partido contra el Chelsea de Inglaterra y el partido frente a la Selección Nacional en la apertura del actual Estadio 15 de Abril en 1929, también disputó algunos minutos en lo que fue uno de sus últimos partidos en Unión frente a Hakoah All Star de Estados Unidos en 1930, también se tiene registros que metió 15 goles en el clásico santafesino, después de retirarse frecuentaba el club Regatas para jugar casín.

## Combinado santafesino
Integró varias veces el combinado de la liga y hasta de la provincia ganando varios campeonatos de interligas.

## Selección nacional
Fue convocado por la Asociación Amateurs de Football para formar parte de un combinado de jugadores santafesinos y cordobeses para jugar un partido en Uruguay el 4 de noviembre de 1923 contra la Federación Uruguaya de Football, en dicho partido Valiente sería el encargado de anotar el tanto definitorio para ganar por 2 a 1.

## Clubes
| Club  | Provincia | País      | Año       |
| ----- | --------- | --------- | --------- |
| Unión | Santa Fe  | Argentina | 1915-1931 |

## Estadísticas

### Seleccionados
| Selección | Año                 | Amistosos | Amistosos | Amistosos | Clasificatorio provincial(1) | Clasificatorio provincial(1) | Clasificatorio provincial(1) | Campeonato argentino | Campeonato argentino | Campeonato argentino | Internacionales(2) | Internacionales(2) | Internacionales(2) | Total | Total | Total |
| Selección | Año                 | PJ        | G         | A         | PJ                           | G                            | A                            | PJ                   | G                    | A                    | PJ                 | G                  | A                  | PJ    | G     | A     |
| --- | ------------------- | --------- | --------- | --------- | ---------------------------- | ---------------------------- | ---------------------------- | -------------------- | -------------------- | -------------------- | ------------------ | ------------------ | ------------------ | ----- | ----- | ----- |
| Santafesina |                     |           |           |           |                              |                              |                              |                      |                      |                      |                    |                    |                    |       |       |       |
| 1916 | -                   | -         | -         | -         | -                            | -                            | -                            | -                    | -                    | -                    | -                  | -                  | -                  | -     | -     |       |
| 1917 | -                   | -         | -         | -         | -                            | -                            | -                            | -                    | -                    | -                    | -                  | -                  | -                  | -     | -     |       |
| 1918 | -                   | -         | -         | -         | -                            | -                            | -                            | -                    | -                    | -                    | -                  | -                  | -                  | -     | -     |       |
| 1919 | -                   | -         | -         | -         | -                            | -                            | -                            | -                    | -                    | -                    | -                  | -                  | -                  | -     | -     |       |
| 1920 | -                   | -         | -         | -         | -                            | -                            | -                            | -                    | -                    | -                    | -                  | -                  | -                  | -     | -     |       |
| 1921 | -                   | -         | -         | -         | -                            | -                            | 2                            | 2                    | ¿?                   | -                    | -                  | -                  | -                  | -     | -     |       |
| 1922 | -                   | -         | -         | -         | -                            | -                            | 3                            | 5                    | ¿?                   | -                    | -                  | -                  | -                  | -     | -     |       |
| 1923 | -                   | -         | -         | -         | -                            | -                            | 2                            | 1                    | ¿?                   | -                    | -                  | -                  |                    | -     | -     |       |
| 1924 | -                   | -         | -         | -         | -                            | -                            | 3                            | 1                    | ¿?                   | -                    | -                  | -                  |                    | -     | -     |       |
| 1925 | -                   | -         | -         | -         | -                            | -                            | 4                            | 2                    | ¿?                   | -                    | -                  | -                  | -                  | -     | -     |       |
| 1926 | -                   | -         | -         | -         | -                            | -                            | -                            | -                    | -                    | -                    | -                  | -                  | -                  | -     | -     |       |
| 1927 | -                   | -         | -         | -         | -                            | -                            | 5                            | 1                    | ¿?                   | -                    | -                  | -                  | -                  | -     | -     |       |
| 1928 | -                   | -         | -         | -         | -                            | -                            | -                            | -                    | -                    | -                    | -                  | -                  | -                  | -     | -     |       |
| 1929 | -                   | -         | -         | -         | -                            | -                            | -                            | -                    | -                    | -                    | -                  | -                  | -                  | -     | -     |       |
| 1930 | -                   | -         | -         | -         | -                            | -                            | -                            | -                    | -                    | -                    | -                  | -                  | -                  | -     | -     |       |
| Total | -                   | -         | -         | -         | -                            | -                            | 16                           | 12                   | ¿?                   | -                    | -                  | -                  | 16                 | 12    | ¿?    |       |
| Argentina |                     |           |           |           |                              |                              |                              |                      |                      |                      |                    |                    |                    |       |       |       |
| 1923 | -                   | -         | -         | -         | -                            | -                            | -                            | -                    | -                    | 1                    | 1                  | 1                  | 1                  | 1     | 1     |       |
| Total | -                   | -         | -         | -         | -                            | -                            | -                            | -                    | -                    | 1                    | 1                  | 1                  | 1                  | 1     | 1     |       |
| Total en su carrera | Total en su carrera | -         | -         | -         | -                            | -                            | -                            | 16                   | 12                   | ¿?                   | 1                  | 1                  | 0                  | 17    | 13    | ¿?    |
| (1) Incluye datos de partidos jugados para clasificar a la fase final del campeonato argentino de interligas. (2) Incluye datos de partidos jugados contra equipos o selecciones extranjeras. |                     |           |           |           |                              |                              |                              |                      |                      |                      |                    |                    |                    |       |       |       |

## Palmarés

### Campeonatos regionales
| # | Club  | País      | Campeonato                         | Sede     | Año  |
| - | ----- | --------- | ---------------------------------- | -------- | ---- |
| 1 | Unión | Argentina | Liga Santafesina de Fútbol         | Santa Fe | 1915 |
| 2 | Unión | Argentina | Liga Santafesina de Fútbol         | Santa Fe | 1917 |
| 3 | Unión | Argentina | Liga Santafesina de Fútbol         | Santa Fe | 1919 |
| 4 | Unión | Argentina | Liga Santafesina de Fútbol         | Santa Fe | 1920 |
| 5 | Unión | Argentina | Asociación Santafesina de Fútbol   | Santa Fe | 1924 |
| 6 | Unión | Argentina | Asociación Santafesina de Fútbol   | Santa Fe | 1925 |
| 7 | Unión | Argentina | Federación Santafesina de Football | Santa Fe | 1926 |

### Copa regional
| # | Club  | País      | Copa               | Sede     | Año  |
| - | ----- | --------- | ------------------ | -------- | ---- |
| 1 | Unión | Argentina | Manuel J. Menchaca | Santa Fe | 1916 |
| 2 | Unión | Argentina | Manuel J. Menchaca | Santa Fe | 1917 |
| 3 | Unión | Argentina | Manuel J. Menchaca | Santa Fe | 1919 |

### Campeonatos de interligas
| Selección   | Copa            | Sede      | Año  |
| ----------- | --------------- | --------- | ---- |
| Santa Fe    | Intendente      | Argentina | 1921 |
| Santafesina | Intendente      | Argentina | 1924 |
| Santafesina | Intendente      | Argentina | 1925 |
| Santafesina | Comité Olímpico | Argentina | 1927 |